# Aleksandr Vinokurov
Aleksandr Nikolaevici Vinokurov (n. 16 septembrie 1973, Besköl auyly⁠(d), RSS Kazahă, URSS) este un ciclist de performanță ce a reprezentat Kazahstan, medaliat olimpic. A participat la 4 ediții ale Jocurilor Olimpice (1996, 2000, 2004, 2012) în care a câștigat o medalie de aur și o medalie de argint.